# Quintus Ogulnius Gallus
Quintus Ogulnius Gallus est une personnalité politique de la République romaine, d’origine plébéienne.

## Biographie
En 300 av. J.-C., il est tribun de la plèbe avec son frère Cnaeus. Ils proposent d’ajouter aux quatre pontifes et aux quatre augures en place, tous patriciens, quatre autres pontifes et cinq augures, tous choisis parmi les anciens consuls plébéiens. Le peuple vota cette loi dite Lex Ogulnia qui ouvrit aux notables plébéiens l’accès aux derniers sacerdoces encore réservés aux seuls patriciens.
En 296 av. J.-C., il est édile curule avec son frère Cnaeus. Avec les biens confisqués à quelques usuriers qu’ils avaient cités en justice, ils offrirent au temple de Jupiter Capitolin des portes en bronze, des vases en argent et un quadrige de Jupiter au faîte du temple ; ils firent aussi placer près du figuier sacré du Ruminal des images de la louve allaitant Romulus et Remus. Enfin, ils pavèrent de pierres un trottoir entre la porte Capène et le temple de Mars.
En 292 av. J.-C., selon ce que rapporte Aurelius Victor, écrivain romain tardif, tandis que Rome est frappée par une épidémie, Ogulnius dirige l’ambassade envoyée chercher un secours divin au sanctuaire d’Esculape, à Épidaure, dans le Péloponnèse. Là un serpent surgit de la base de la statue d’Esculape et alla se nicher à bord du bateau romain. Lorsque ceux-ci revinrent à Rome, le serpent quitta le navire et nagea vers l'Île Tibérine au milieu du Tibre. Un temple fut bâti à cet emplacement, et l’épidémie cessa.
En 273 av. J.-C., il participe, en compagnie de Quintus Fabius Gurges et Numerius Fabius Pictor, à une ambassade auprès du roi d’Égypte Ptolémée II, parent et soutien de Pyrrhus Ier, roi d'Épire, dont Rome craignait l’intervention en Italie du sud. À leur retour, ils firent rapport au Sénat de leur mission et donnèrent au trésor public tous les cadeaux que Ptolémée leur avait offerts à titre personnel. Le Sénat repoussa ce geste vertueux et leur permit de conserver ces cadeaux comme récompense de leur mérite.
En 269 av. J.-C., il est consul avec C. Fabius. Selon l'indication de Pline l'Ancien, sous son consulat auraient frappées les premières monnaies romaines en argent (argentum signatum), que les premiers historiens modernes considèrent être des deniers. Les numismates rectifient cette interprétation de Pline et identifient ces monnaies d'argent  à des imitations du monnayage de Grande-Grèce, des didrachmes romano-campaniens antérieurs à la création du denier.